# Live in Sacramento 1964
Live in Sacramento 1964 es el séptimo álbum de descarga digital en vivo de The Beach Boys editado en 2014 exclusivamente a través de la tienda de iTunes Store. Este álbum contiene dos conciertos del grupo de 1964 brindados en Sacramento, en su etapa de mayor éxito como grupo de surf rock, Es un complemento importante en la discografía en vivo del grupo, ya que por muchos años no hubo disponible mayor material en vivo de los Beach Boys de su periodo inicial con Brian Wilson en el grupo, salvo por Beach Boys Concert editado en 1964 pero estuvo descatalogado por varios años, y se llegó a editar como un álbum pirata. Recién en 1999 el DVD The Lost Concert brindo al mercado un concierto grabado en buena calidad de audio y vídeo. 
La foto de la portada es la misma que apareció en el EP inglés Hits de 1966, mientras que la tipografía es similar a la empleada en algunas de las portadas de sus sencillos, como en "Tears in the Morning" de 1970.
El álbum fue editado para resguardar los derechos de estas grabaciones en el mercado europeo, puesto que la legislación actual establece que aquellos registros que permanezcan inéditos tras 50 años pasan al dominio público. Por este motivo se han editado otros álbumes con grabaciones inéditas como The 50th Anniversary Collection de Bob Dylan y The Beatles Bootleg Recordings 1963 de The Beatles. En 2013 había salido a la venta The Big Beat 1963 con sesiones de Brian Wilson y The Honeys por el mismo motivo.

## Lista de canciones
- Primer concierto:

1. Little Honda
2. Papa-Oom-Mow-Mow
3. The Little Old Lady from Pasadena
4. Hushabye
5. Hawaii
6. Let’s Go Trippin’
7. The Wanderer
8. Surfer Girl
9. Monster Mash
10. Be True to Your School
11. Graduation Day
12. Surfin’ USA
13. Don’t Back Down
14. Don’t Worry Baby
15. Wendy
16. I Get Around
17. Fun, Fun, Fun
- Segundo concierto:

1. Concert Intro
2. Little Honda
3. Fun, Fun, Fun
4. The Little Old Lady from Pasadena
5. Hushabye
6. Hawaii
7. Let’s Go Trippin’
8. The Wanderer
9. Wendy
10. Monster Mash
11. Surfer Girl
12. Be True to Your School
13. Graduation Day
14. Surfin’ USA
15. Don’t Back Down
16. Don’t Worry Baby
17. I Get Around
18. Papa-Oom-Mow-Mow (Encore)
19. Little Honda (Rehearsal)
20. Papa-Oom-Mow-Mow (Rehearsal)